# Fundidores LFA
Los Fundidores Monterrey son un equipo mexicano de fútbol americano de la Liga de Fútbol Americano Profesional de México (LFA), fundado el 29 de septiembre de 2017 con sede en la ciudad de Monterrey, Nuevo León. Fueron uno de los 2 equipos de la primera expansión de la liga en la temporada 2017.
El equipo tuvo como primera sede el Estadio Tecnológico de Monterrey, no obstante, debido a la demolición de este inmueble cambio de sede, mudándose al Estadio Nuevo León Unido, que actualmente tiene una capacidad de 1,500 espectadores. Para la temporada 2020 el equipo anunció que jugarían en el nuevo Estadio Borregos del Instituto Tecnológico y de Estudios Superiores de Monterrey, que tiene una capacidad de 10,057 espectadores. Sus colores tradicionales son el Negro, el Amarillo y el Blanco. Compiten en la Liga de Fútbol Americano Profesional de México (LFA).
Su última temporada fue en 2024, entrando a playoffs cayendo en la semifinal ante Caudillos de Chihuahua.

## Historia
El equipo fue fundado en septiembre de 2017 con el nombre de "Fundidores", esto debido a la gran tradición que tiene el Estado de Nuevo León en esa industria basado en La Fundidora de Monterrey. Fueron uno de los dos equipos de expansión de la Liga durante el 2017. Juegan en el Estadio Borregos del ITESM Monterrey.
Para la temporada 2025 el equipo fue vendido a un grupo de inversionistas de Estados Unidos los cuales cambiaron el nombre terminando así la historia de los Fundidores de Monterrey.   

### Coach Leopoldo Treviño

#### Temporada 2017
En su primera temporada, bajo la dirección del entrenador Leopoldo Treviño obtuvo un récord negativo de 2-5 en temporada regular. En la sexta semana, el día 2 de abril de 2017, en el segundo partido contra el rival divisional Dinos de Saltillo, participó el WR Chad Ochocinco -seis veces Pro Bowler en la NFL- quien durante el tercer cuarto recibió un pase de 41 yd del QB Roberto Vega y logró la anotación de la victoria. Pese lo anterior,  el equipo no pudo clasificar a postemporada. Quedando como último lugar de división.

### Coach Israel González

#### Temporada 2018
En su tercera campaña el equipo se mudó al Estadio Nuevo León Unido, debido a que el Estadio Tecnológico de Monterrey su primera sede iba a ser demolido.
Para la temporada 2018 llegó un nuevo personal de entrenadores encabezados por el HC Israel González, en la temporada regular tuvieron un récord negativo nuevamente de 2-5, nuevamente quedando fuera de postemporada, en esta ocasión como último lugar de división.

#### Temporada 2019
En su cuarta campaña el equipo se mantuvo en el Estadio Nuevo León Unido, jugando los viernes por la noche.
Para la temporada 2019 el personal de entrenadores encabezados por el HC Israel González se mantuvo, en la temporada regular tuvieron un récord negativo nuevamente de 3-5, sin embargo debido a que el competidor por el segundo lugar los Dinos de Saltillo tendrían una marca igual, el criterio de desempate hizo pasar a los Fundidores a su primera postemporada. El equipo Regio no pudo coronarse como campeones de la división tras perder frente al equipo de Raptors LFA en un juego histórico para la LFA que terminó en tiempos extra, por un marcador histórico que sumó más de 100 puntos combinados.

### Coach Carlos Strevel

#### Temporada 2020
En su quinta campaña el equipo se inauguró en el Estadio Borregos, jugando los viernes por la noche.
Para la temporada  2020 el nuevo personal de entrenadores encabezados por el HC Carlos Strevel y el equipo llevaban una marca ganadora por primera vez en su historia cuando empezó la pandemia de COVID-19 suspendiendo la temporada 2020. El equipo terminó con una marca de 3 ganados y 2 perdidos y en la tercera posición en la división norte.  

#### Temporada 2021
La sexta temporada de Fundidores que se hubiera jugado en el año 2021 fue suspendida completamente por la pandemia de COVID-19.

#### Temporada 2022
La séptima temporada de Fundidores se jugará en el 2022. Para esta temporada el equipo expandió su directiva dando la bienvenida a socios nuevos, el empresario regiomontano Jorge Fabian Marcos Zablah, el empresario e influencer regiomontano Carlos Lankenau  y el empresario y general manager del equipo Gerardo Humberto Contreras Rodríguez, los tres se unieron como socios al fundador original Oscar Perez Martinez.  
El equipo jugó el Tazón México V en la ciudad de Tijuana en el Estadio Caliente y derrotó a los Gallos Negros de Querétaro para coronarse como campeón de la temporada 2022.  "Los cuales son llamados los campeones sin corona, ya que les hace falta el anillo de campeon correspondiente". 

#### Temporada 2023
La octava temporada de Fundidores se inauguró por primera vez jugando los Domingos en las noches. Fundidores debutó el primer juego de Lunes por la noche en la historia de la LFA en una derrota en casa de Dinos LFA por marcador de 38-31. El Coach Strevel comenzó la temporada juntando una marca de 3 juegos ganados y 2 perdidos. Luego del break de la semana 5 el coach Strevel fue cesado como entrenador del equipo. Junto con el coach Carlos Mercado quien llevaba las jugadas defensivas.    

### Coach Jorge Valdez

#### Temporada 2023
Antes de disputarse la semana 6 de la temporada 2023 se nombró a Jorge "Pelón" Valdez como nuevo Head Coach del equipo, luego de que se terminara la relación laboral con Carlos Strevel. Jorge asumió el control del equipo así como la coordinación de la defensiva. 
El Coach Pelón terminó la temporada con una marca de 3-2 con 158 puntos a favor y 109 puntos en contra. Con la marca de 6-4 calificaron a Playoffs nuevamente.    

#### Temporada 2024
El equipo estuvo toda la temporada a cargo del coach Jorge Valdez. una vez más calificaron a los playoffs como una de las mejores ofensivas.   
La temporada 2024 el equipo perdió las semifinales otra vez frente a los Caudillos de Chihuahua.   

## Estadísticas
| Temporada | Entrenador                  | Temporada Regular | Temporada Regular | Temporada Regular  | Postemporada | Postemporada | Postemporada                                 |
| Temporada | Entrenador                  | Récord            | Cociente          | Resultado          | Récord       | Cociente     | Resultado                                    |
| --------- | --------------------------- | ----------------- | ----------------- | ------------------ | ------------ | ------------ | -------------------------------------------- |
| 2017      | Leopoldo Treviño            | 2-5               | 0.286             | 3.º División Norte | —            | —            | No clasificó                                 |
| 2018      | Israel González             | 2-5               | 0.286             | 3.º División Norte | —            | —            | No clasificó                                 |
| 2019      | Israel González             | 3-5               | 0.375             | 2.ª División Norte | 0-1          | 0.000        | Pierde ante Raptors el Campeonato Divisional |
| 2020      | Carlos Strevel              | 3-2               | 0.600             | 3.º División Norte | —            | —            | —                                            |
| 2021      | Carlos Strevel              | 0-0               | 0.000             | —                  | —            | —            | —                                            |
| 2022      | Carlos Strevel              | 4-2               | 0.666             | 2.º Clasificado    | 2-0          | 1.000        | Campeón del Tazón México V                   |
| 2023      | Carlos Strevel/Jorge Valdez | 6-4               | 0.600             | 5.º Clasificado    | 1-1          | 0.500        | Pierde ante Caudillos la Semifinal           |
| 2024      | Jorge Valdez                | 4-4               | 0.500             | 5.º Clasificado    | 1-1          | 0.500        | Pierde ante Caudillos la Semifinal           |

     Temporada Cancelada

## Rivalidades

### FundidoresVSDinos
La rivalidad entre Fundidores y Dinos, también llamada por algunos medios como el "clásico del Norte" es una de las más relevantes entre los equipos del norte de la república. La gran rivalidad de estos dos equipos se gesta desde la segunda temporada de la LFA (2017) año es que ambos ingresaron a la LFA.
Los equipos debutaron por primera vez un juego de Lunes por la noche en la historia de la liga. Dinos se llevó el encuentro por una marca de 38-31
Además de debutar el primer Lunes por la noche en la historia también jugaron el primer Jueves por la Noche en su reencuentro en la semana 10 en el Estadio Banorte el cual ganó Fundidores 55-34.    
La marca actual en la rivalidad es de Dinos 6 ganados contra 4 de Fundidores en 10 encuentros.   

## Afición
Monterrey es una gran plaza para el Fútbol Americano, tienen de los mejores programas de Fútbol americano Colegial Borregos del ITESM y Auténticos Tigres de la UANL además de los clubes de la MFL para nivel infantil. Fundidores cuenta con una de las mejores aficiones de la LFA.   

### Apodos
- El Reino de Fuego: este apodo es uno de los más característicos del club Apodo utilizado desde la primera temporada del club, debido que es característico del nombre del equipo, en la que tienen una marca positiva jugando como locales y pintan su estadio de locales cuando juegan. Este también es debido al color Amarillo de su uniforme.

### La mascota
Desde 2017, "Coque" es la mascota de Fundidores es un Elefante, es uno de los animales más queridos, y fue elegido por la afición. 
El cual actualmente se presenta durante los partidos de los Fundidores en el Estadio Borregos.

## Símbolos

### Escudo
Desde su primer partido oficial de la historia, los Fundidores han mantenido el actual escudo, y los colores originales. El diseño que portó el club fue desde su fundación hasta la actualidad es la figura de una Flama en color amarillo. La Flama también representa el Cerro de la Silla visto desde el Estadio Borregos, la casa del equipo y un ícono de la ciudad de Monterrey. 

## Jugadores

### Plantel actual

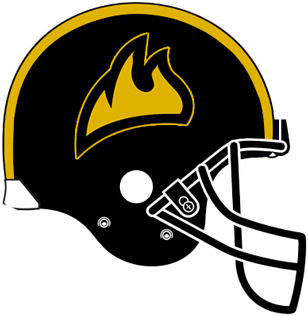
Casco Fundidores

Roster de la Temporada actual
| N.°                | País                      | Posición     | Nombre                             | Edad         | Equipo Colegial                      |
| Quarterbacks       | Quarterbacks              | Quarterbacks | Quarterbacks                       | Quarterbacks | Quarterbacks                         |
| ------------------ | ------------------------- | ------------ | ---------------------------------- | ------------ | ------------------------------------ |
| 13                 | Bandera de México         | QB           | Ricardo Alejandro Anguis           | 27 años      | IPN                                  |
| 8                  | Bandera de México         | QB           | Shelton Ross Eppler                | 27 años      | Northwestern State University Demons |
| Running Backs      |                           |              |                                    |              |                                      |
| 29                 | Bandera de México         | RB           | Abraham Sosa                       | 28 años      | Auténticos Tigres UANL               |
| 22                 | Bandera de México         | RB           | Fernando Villanueva Boone          | 29 años      | Borregos Salvajes MTY                |
| 32                 | Bandera de México         | RB           | Brandon Walter Calzoncit           | 28 años      | Auténticos Tigres UANL               |
| 9                  | Bandera de Estados Unidos | RB           | Aaron Jitrell McCallister          | 27 años      | North Carolina Charlotte             |
| Wide Receivers     |                           |              |                                    |              |                                      |
| 6                  | Bandera de México         | WR           | Fernando Antonio Richarte          | 33 años      | Auténticos Tigres UANL               |
| 83                 | Bandera de México         | WR           | Marco Antonio Sosa Solis           | 27 años      | Auténticos Tigres UANL               |
| 4                  | Bandera de Estados Unidos | WR           | Tavarious Battiste                 | 30 años      | Mcneese University                   |
| 85                 | Bandera de México         | WR           | Daniel Abraham Peña Gonzalez       | 28 años      | Auténticos Tigres UANL               |
| 82                 | Bandera de México         | WR           | Cesar Gerardo Gonzalez             | 25 años      | Auténticos Tigres UANL               |
| 15                 | Bandera de Estados Unidos | WR           | Torin Miles Justice                | 28 años      | South Oklahoma State                 |
| 17                 | Bandera de México         | WR           | Ramses Ramos                       | 33 años      | Borregos Salvajes MTY                |
| 81                 |                           | WR           | Daniel Alejandro Lozano            | 30 años      | Auténticos Tigres UANL               |
| 12                 | Bandera de México         | TE           | Claudio Montalvo Garza             | 26 años      | Auténticos Tigres UANL               |
| 80                 | Bandera de México         | TE           | Juan Gerardo Treviño Torres        | 29 años      | Auténticos Tigres UANL               |
| 39                 | Bandera de Estados Unidos | TE           | Tommy Auger                        | 28 años      | St Johns University                  |
| Línea Ofensiva     |                           |              |                                    |              |                                      |
| 76                 | Bandera de México         | OL           | Isaac Cuevas                       | 28 años      | Borregos Salvajes MTY                |
| 66                 | Bandera de México         | OL           | Anthony Turrubiartes               | 29 años      | Bandera de Estados Unidos            |
| 58                 | Bandera de Estados Unidos | OL           | Emilio Perez Aquiahuatl            | 28 años      | Pumas Acatlán                        |
| 72                 | Bandera de México         | OL           | Juan Pablo Garza                   | 26 años      | Auténticos Tigres UANL               |
| 68                 | Bandera de Estados Unidos | OL           | Dustin Burns                       | 27 años      | Northwestern State University        |
| 69                 | Bandera de México         | OL           | Saul Alejandro Sauceda Gonzalez    | 29 años      | Auténticos Tigres UANL               |
| 71                 | Bandera de México         | OL           | Jorge Luis Villegas Islas          | 29 años      | Borregos Salvajes MTY                |
| Línea Defensiva    |                           |              |                                    |              |                                      |
| 96                 | Bandera de Estados Unidos | DL           | Joshua Little                      | 28 años      | FIU - Florida                        |
| 91                 | Bandera de México         | DL           | Marco Antonio Álvarez              | 28 años      | Auténticos Tigres UANL               |
| 3                  | Bandera de México         | DE/LB        | Uriel Martinez                     | 31 años      | Auténticos Tigres UANL               |
| 7                  | Bandera de México         | DE           | Andrew Salas                       | 34 años      | Borregos Salvajes MTY                |
| 92                 | Bandera de México         | DE           | Martin Maldonado Cervantes         | 30 años      | Borregos Salvajes MTY                |
| 90                 | Bandera de México         | DL           | Joan Daniel Lara Govea             | 29 años      | Auténticos Tigres UANL               |
| 99                 | Bandera de Estados Unidos | DL           | Darius Allen                       | 33 años      | CSU-Pueblo                           |
| Linebackers        |                           |              |                                    |              |                                      |
| 5                  | Bandera de México         | LB           | Christian Hernández                | 33 años      | Auténticos Tigres UANL               |
| 25                 | Bandera de México         | LB           | Emilio Castillón                   | 33 años      | Auténticos Tigres UANL               |
| 56                 | Bandera de Estados Unidos | LB           | Xavier Woodson-Luster              | 29 años      | Arkansas State                       |
| 16                 | Bandera de Estados Unidos | LB           | Cory Mccoy                         | 27 años      | Marshall University Football         |
| 28                 | Bandera de México         | LB           | Itan Salas                         | 31 años      | Auténticos Tigres UANL               |
| 11                 | Bandera de México         | LB           | Sebastian Gonzalez                 | 28 años      | Borregos CEM                         |
| Defensive Backs    |                           |              |                                    |              |                                      |
| 1                  | Bandera de Estados Unidos | DB           | Prince Dewayne Robinson            | 27 años      | Northwestern State University Demons |
| 20                 | Bandera de México         | DB           | Sebastian Sierra Neveraz           | 29 años      | Tec Puebla                           |
| 18                 | Bandera de México         | DB           | Cosme Adiel Lozano Hernández       | 31 años      | Borregos Salvajes MTY                |
| 21                 | Bandera de México         | DB           | Francisco Javier García Ramirez    | 32 años      | Auténticos Tigres UANL               |
| 0                  | Bandera de Estados Unidos | DB           | Jeremy Cutrer                      | 31 años      | Middle Tennessee                     |
| 23                 | Bandera de México         | DB           | Javier Sanchez Soto                | 29 años      | Auténticos Tigres UANL               |
| 25                 | Bandera de Estados Unidos | DB           | Colby Burton                       | 30 años      | Bandera de Estados Unidos            |
| Equipos Especiales |                           |              |                                    |              |                                      |
| 19                 | Bandera de México         | K / P        | Ricardo Guadalupe Aguilar Medellín | 29 años      | Auténticos Tigres UANL               |

### Campeones Individuales Temporada Regular

#### Estadísticas de Pasadores (QB)

##### Yardas de pase
| Año  | Nombre         | YDSxPAS |
| ---- | -------------- | ------- |
| 2022 | Shelton Eppler | 1,677   |
| 2023 | Shelton Eppler | 3,004   |

##### Touchdowns
| Año  | Nombre         | TDxPAS |
| ---- | -------------- | ------ |
| 2022 | Shelton Eppler | 15     |

##### Pases completos
| Año  | Nombre         | COM |
| ---- | -------------- | --- |
| 2022 | Shelton Eppler | 130 |
| 2023 | Shelton Eppler | 242 |

##### Intentos de pase lanzados
| Año  | Nombre         | ATT |
| ---- | -------------- | --- |
| 2022 | Shelton Eppler | 216 |
| 2023 | Shelton Eppler | 352 |

##### Pases bajo presión
| Año  | Nombre         | Hurr |
| ---- | -------------- | ---- |
| 2022 | Shelton Eppler | 24   |

##### Balones sueltos
| Año  | Nombre         | FUM |
| ---- | -------------- | --- |
| 2022 | Shelton Eppler | 4   |

##### Conversiones
| Año  | Nombre                     | 2PTS |
| ---- | -------------------------- | ---- |
| 2018 | Roberto Isaias Vega Arroyo | 6    |

#### Estadísticas de Corredores (RB)

##### Touchdowns
| Año  | Nombre                   | TDxRUN |
| ---- | ------------------------ | ------ |
| 2023 | Aaron Jitrell Mc Alister | 7      |

#### Estadísticas de Receptores (WR)

##### Recepciones
| Año  | Nombre              | REC |
| ---- | ------------------- | --- |
| 2023 | Torin Miles Justice | 67  |

##### Touchdowns
| Año  | Nombre              | TDxREC |
| ---- | ------------------- | ------ |
| 2022 | Torin Miles Justice | 7      |
| 2023 | Torin Miles Justice | 10     |

#### Estadísticas Ofensivas Combinadas

##### Puntos
| Año  | Nombre              | PTS |
| ---- | ------------------- | --- |
| 2022 | Torin Miles Justice | 42  |

##### Yardas Combinadas
| Año  | Nombre                    | YDsCOM |
| ---- | ------------------------- | ------ |
| 2022 | Tavarious Dequan Battiste | 715    |

#### Estadísticas Defensivas

##### Tacleos
| Año  | Nombre                         | TKL |
| ---- | ------------------------------ | --- |
| 2018 | Christian A. Hernández Delgado | 21  |

##### Asistencia de Tacleo
| Año  | Nombre                         | asTKL |
| ---- | ------------------------------ | ----- |
| 2018 | Christian A. Hernández Delgado | 19    |

##### Asistencia de Captura
| Año  | Nombre                 | asSK |
| ---- | ---------------------- | ---- |
| 2022 | Andrew Salas Maldonado | 4    |

##### Pases Defendidos
| Año  | Nombre                          | pDEF |
| ---- | ------------------------------- | ---- |
| 2022 | Francisco Javier García Ramírez | 10   |

##### Yardas avanzadas después del fumble o intercepción
| Año  | Nombre                          | YDSabp |
| ---- | ------------------------------- | ------ |
| 2022 | Francisco Javier García Ramírez | 115    |

##### Balones recuperados
| Año  | Nombre                                                                            | FUMrec |
| ---- | --------------------------------------------------------------------------------- | ------ |
| 2018 | Julio Cesar Lopez Valdez David Eduardo Villarreal Garza                           | 2      |
| 2022 | Oscar Jorvan Escalante Gutiérrez Cosme Adiel Lozano Hernández Javier Sánchez Soto | 2      |

#### Estadísticas Pateadores

##### Más patadas convertidas para punto extra
| Año  | Nombre                             | PAT |
| ---- | ---------------------------------- | --- |
| 2023 | Ricardo Guadalupe Aguilar Medellín | 29  |

### Premios Individuales

##### Jugador Más Valioso
| Año  | Nombre         | Posición |
| ---- | -------------- | -------- |
| 2022 | Shelton Eppler | #8 QB    |

##### Jugador Ofensivo del Año
| Año  | Nombre             | Posición |
| ---- | ------------------ | -------- |
| 2022 | Tavarious Battiste | #4 WR    |
| 2023 | Shelton Eppler     | #8 QB    |

##### Jugada del Año
| Año  | Nombre                              | Posición                                                                    |
| ---- | ----------------------------------- | --------------------------------------------------------------------------- |
| 2022 | Shelton Eppler y Tavarious Battiste | Walk off touchdown en la última jugada de la semifinal Raptors @ Fundidores |

## Staff directivo y de entrenadores

### Premios

##### Coach del año
| Año  | Nombre         |
| ---- | -------------- |
| 2022 | Carlos Strevel |

## Uniforme
El uniforme de los fundidores se caracteriza por ser uno de los mejores dentro de la LFA, con un diseño simple en color amarillo, con negro y el alternativo en blanco o negro, además de que en algunas ocasiones se usaron diferentes combinaciones, actualmente se cambió el color de los juegos de local usando el color negro y el blanco de visita. Para la temporada 2022 debutaron el nuevo uniforme "All white" con jersey y fundas blancos. En el 2023 introdujeron el color gris para el uniforme de casa. Por primera vez los uniformes fueron hechos por la marca Rayo Negro Sports.    

### Uniformes anteriores
- 2016-2018

Uniformes históricos
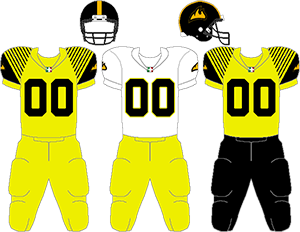
Temporadas 2016-2018

- 2019

Uniformes Laufton
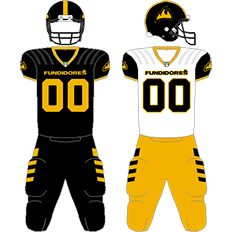
Uniformes temporada 2019

- 2020

Uniformes CDR Sports
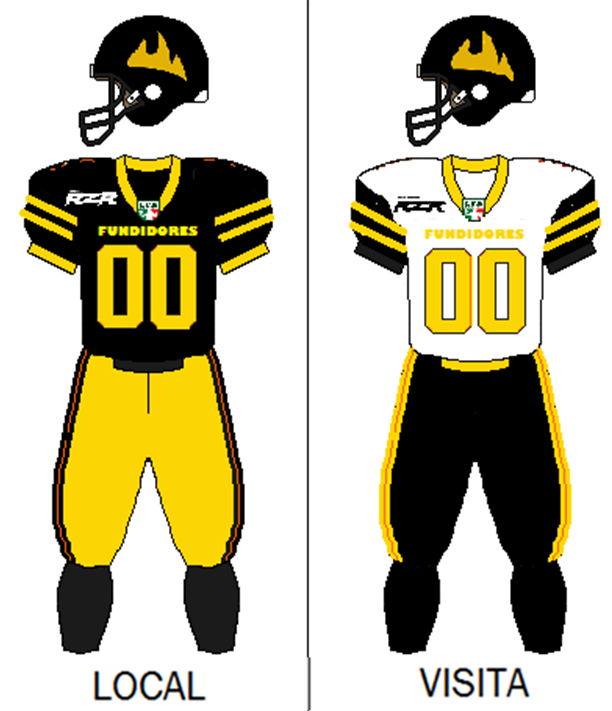
Uniformes temporada 2020

- 2023

Uniformes Rayo Negro
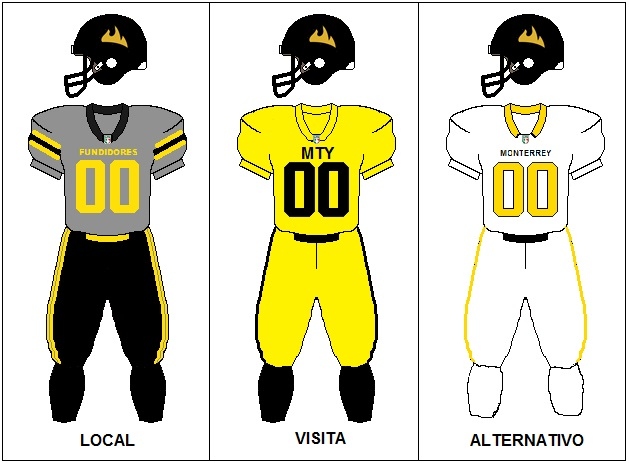
Uniformes temporada 2023

### Indumentaria
A continuación se enumeran en orden cronológico el fabricante de las indumentarias del club que ha tenido desde 2017.
| Período   | Proveedor    |
| --------- | ------------ |
| 2016–2018 | Under Armour |
| 2019      | Laufton      |
| 2020-2022 | CDR Sports   |
| 2023-2024 | Rayo Negro   |

## Instalaciones

### Estadio Tecnológico de Monterrey

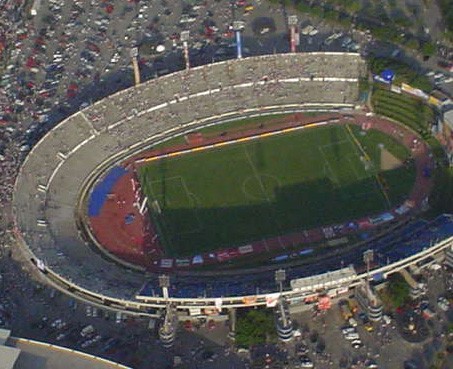
Estadio Tecnológico de Monterrey

El Estadio Tecnológico fue un estadio olímpico situado en la ciudad de Monterrey, capital del estado de Nuevo León en México, y formaba parte de las instalaciones del Tecnológico de Monterrey. Sirvió como sede para el equipo de fútbol americano Borregos Salvajes del Tecnológico de Monterrey y fue sede hasta el Clausura 2015 del Club de Fútbol Monterrey, participante de la Primera División de México. 
Fungió como la casa del equipo Fundidores de la Liga de Fútbol Americano Profesional de México (LFA).
El estadio fue demolido para construir en esta área el Centro Deportivo Borrego.

### Estadio Nuevo León Unido
El Estadio Nuevo León Unido es un recinto deportivo para la práctica del fútbol americano que se encuentra ubicado en la Ciudad de Monterrey, Nuevo León, México. Forma parte de un complejo deportivo que incluye al Gimnasio Nuevo León Unido y otras instalaciones deportivas. Cuenta con una superficie sintética de 120 yardas de longitud, mismo que se puede adaptar para juegos de futbol asociación y hockey sobre pasto. Tiene gradas para 1,500 espectadores, sanitarios públicos, área de comida y vestidores para jugadores. Anteriormente fue la casa del equipo Fundidores de la Liga de Fútbol Americano Profesional de México.

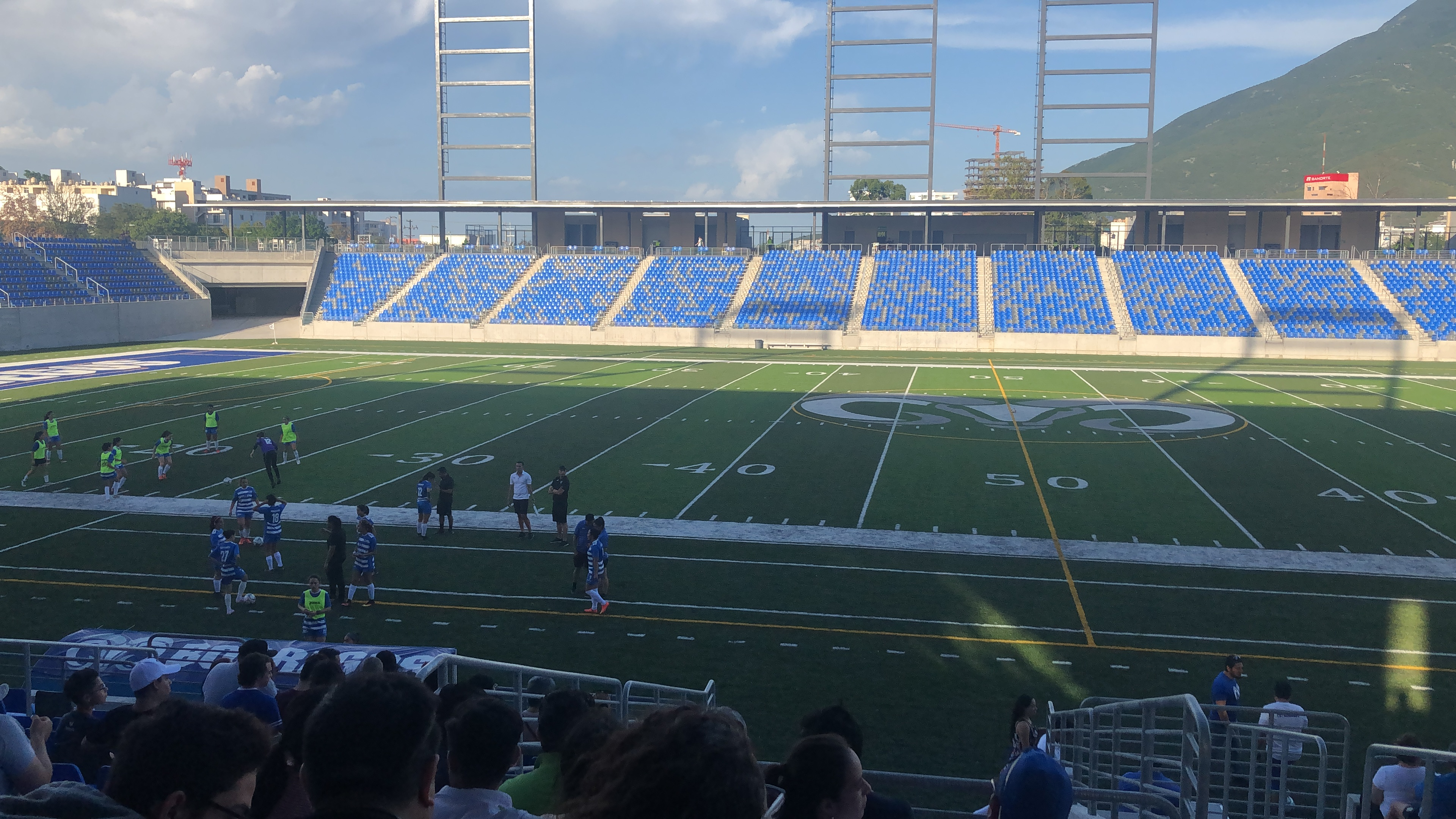
Estadio Banorte

### Estadio Banorte
El Estadio Borregos es un estadio situado en la ciudad de Monterrey, capital del estado de Nuevo León en México, y forma parte de las instalaciones del Tecnológico de Monterrey.
El estadio, construido en 2017-2019, es la casa de los representativos del equipo de fútbol americano Borregos Salvajes Mty del Tecnológico de Monterrey en la liga CONADEIP. Es el estadio más moderno de México para la práctica de football.Actualmente es la casa del equipo Fundidores de la Liga de Fútbol Americano Profesional de México.